# Impiego dei carri armati nella guerra di Corea

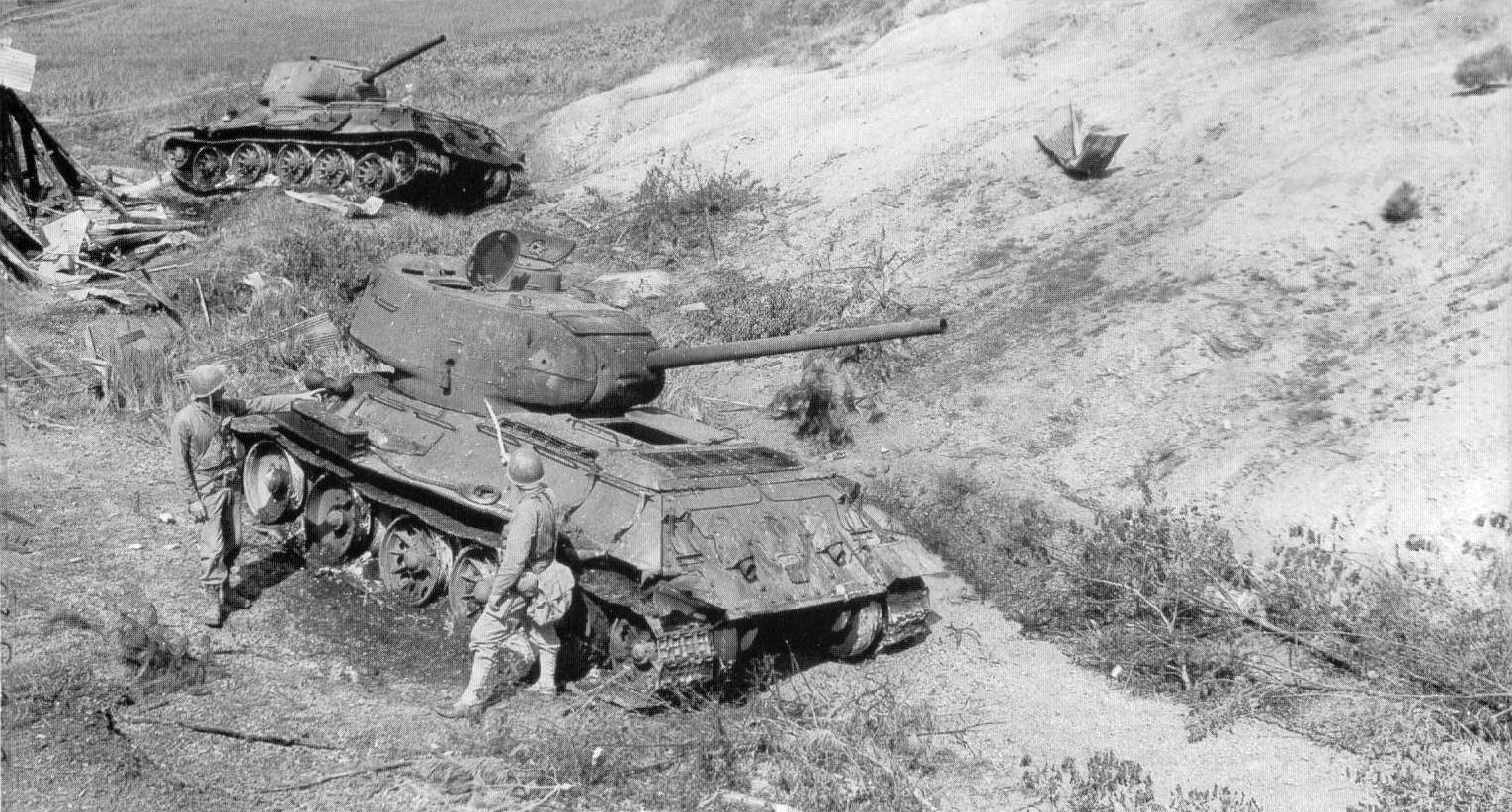
TM46 34-85 nordcoreano

Nel corso della guerra di Corea i carri armati furono usati fin dall'inizio della guerra da parte della Corea del Nord, mentre furono usati solo successivamente da parte degli Stati Uniti, in questa voce si vuole indicare l'Impiego dei carri armati nel corso della guerra, senza uno studio storico-militare della guerra stessa, ma solo per chiarire l'influenza dell'impiego dei carri sui combattimenti in cui furono usati.

## Impiego dei carri armati
| Nazione        | Modelli di carri armati                                              |
| -------------- | -------------------------------------------------------------------- |
| Stati Uniti    | - M4A3E8 Sherman - M46 Patton - M24 Chaffee - M26 Pershing - LVT(A)4 |
| Regno Unito    | - Centurion Mk III - Churchill Mk VII                                |
| Corea del Nord | T 34-85                                                              |

L'utilizzo dei carri iniziò fin dal primo giorno di guerra da parte dell'NKPA (North Korean People Army - "Esercito popolare della Corea del Nord"), che aveva tre reggimenti equipaggiati con T-34/85 (lo stesso scafo dei T-34 della seconda guerra mondiale, ma con una torretta ampliata per ospitare un cannone da 85 mm) per un totale di 258 carri e 75 SU-76 (cacciacarri cingolati). All'inizio della guerra nella Corea del Sud non erano presenti unità corazzate (solo 37 autoblindo M8 Greyhound), i primi carri che arrivarono furono le quattro compagnie di M24 Chaffee (carro leggero) statunitensi dislocate in Giappone, che si trovarono subito a mal partito contro i carri nord-coreani.
Nel corso della battaglia per Busan furono scoperti in un deposito giapponese 3 M26 Pershing (carri pesanti), che furono immediatamente inviati a supporto del perimetro di Busan, ma che furono fermati da guasti meccanici al primo uso in combattimento. A fine luglio, finalmente, arrivarono gli "Easy Eight", cioè gli Sherman M4A3E8, armati con cannone ad alta velocità da 76.2 mm e con sospensioni che permettevano una marcia più veloce e morbida, seguiti poco dopo, dagli M26 Pershing del Corpo dei Marines. Questi ultimi carri ebbero ben presto ragione dei T-34-85 nord-coreani, e risultarono essenziali per la difesa del perimetro.
I carri dei marines parteciparono anche allo sbarco di Inchon, in cui non trovarono forze corazzate nemiche. Questa fu l'unica occasione in cui furono utilizzati carri anfibi LVT(A) 4. La Repubblica Popolare Cinese non inviò forze corazzate in Corea, quindi il peso dei combattimenti corazzati fu sostenuto costantemente dalle residue forze corazzate nord-coreane. La guerra di Corea mostrò l'importanza delle armi di fanteria e dell'aviazione nel contrasto delle forze corazzate (circa il 50% dei carri persi dall'NKPA fu distrutta da aerei o da bazooka M29).